# Tossin' and Turnin'
Singles de Bobby Lewis
Fire of Love
(1959) One Track Mind
(1961)
Tossin' and Turnin' est une chanson ecrite par Ritchie Adams et Malou Rene et initialement enregistrée par Bobby Lewis (chez Beltone Records en 1961),,.

## Sujet
La chanson commence par les mots « I couldn't sleep at all last night »,.

## Accueil commercial
Sortie en single en 1959, la chanson de Bobby Lewis a atteint la 1re place aux États-Unis.
Elle s'est vendue à plus de 3 millions d'exemplaires,.

## Reprises et adaptations
La chanson a été reprise par de nombreux artistes, parmi lesquls Peter Criss, le batteur de KISS (c'était la troisième piste de son album solo de 1978).
Elle a aussi été adaptée en français (par Frank Gérald). Cette version française, intitulée Betty et Jenny, a été enregistrée par Les Vautours en juillet 1961 sur disques Festival et par Lucky Blondo qui l'a sortie en EP en 1962.